# 7TP
7TPは、第二次世界大戦で使用されたポーランドの軽戦車である。イギリス製のヴィッカース 6トン戦車のライセンス生産型だが、ポーランド独自の改良が施されている。7TPは1939年のナチス・ドイツによる侵攻当時、ポーランド軍が装備する最も強力な戦車であった。

## 開発と生産
ヴィッカース 6トン戦車（ヴィッカースMk.Eとしても知られる）は、当時旧式化したルノー FT-17 軽戦車の更新需要を狙って、英ヴィッカース・アームストロング社により1920年代末に開発され、1930年代にかけて各国に輸出された。ポーランドは1931年に50輌の購入契約を結ぶとともにライセンス生産権を入手した。購入契約をした50輌に関しては、うち38輌がポーランドに到着した。これらはすべて双砲塔型のType Aだったが、後にパーツが追加購入され、22輌が単砲塔のType B仕様に改修された。
ポーランドでの生産型はオリジナルのヴィッカースMk.Eのままではなく、試作車であるVAU-33において独自の改良が施された。
最大の改良点は、オリジナルのアームストロング・シドレー 空冷水平直列4気筒ガソリンエンジン 80hpから、「PZInż.235」液冷直列6気筒ディーゼルエンジンに換装したことで、これにより機関室は戦闘室と同じ高さまで増積された。また、車体各部の装甲厚もMk.Eよりわずかに厚くされ、重量が2tほど増えたので、サスペンションも強化された。
このポーランド国産の改良型は最終的に、「ポーランド軍7トン戦車」を意味する7TPと名付けられた。1934年に生産が開始されたが、初期に生産された型は暫定的にヴィッカース6t戦車Type Aと同じ双砲塔にwz.30機関銃(7.92mm)を装備した。主量産型はボフォース 37mm対戦車砲の車載型であるWz.37戦車砲を搭載した単砲塔型で、1937年末もしくは1938年に生産が開始された。
単砲塔型は、1939年の第二次世界大戦開戦時にポーランドが保有していた戦闘車輌の中で最も有力なものであった。しかし、開戦までに生産されていた7TPは130輌から140輌程度に過ぎず、実戦での活躍はごく限られたものだった。
ポーランドを占領したドイツ軍は鹵獲した7TPを「Pz.kpfw.7TP(p)」として、占領地の警備などに用いていた。また短期間ではあるが総統護衛大隊（後に旅団、師団に拡大）の第四中隊として、21輌が配備されていたこともあった。

## バリエーション

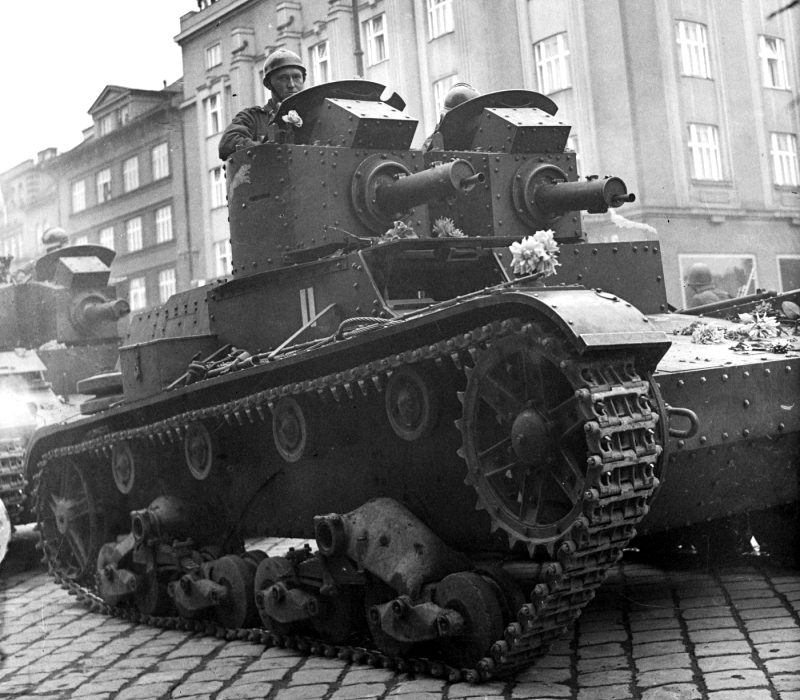
7TP 双砲塔型

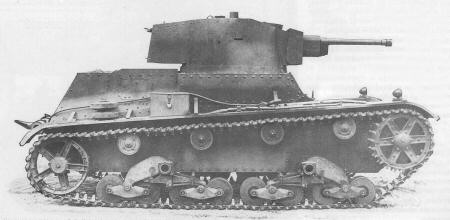
7TP 単砲塔型

7TP（双砲塔型）
7TP最初の量産型。ヴィッカースMk.E双砲塔型と略同型の2つの銃塔を持つ。wz.30機銃2丁を装備。24輌が生産された。増積された機関室以外の車体基本構成はヴィッカースMk.Eに準じるが若干装甲が厚くされ、また点検口が設けられた車体前部上面装甲板、小改修された足回りなど細部には違いがある。資料により、「7TPdw」と書かれている場合があるが（dwはポーランド語のdwuwieżowy＝双砲塔の略）、これは戦後の西側の文献で便宜的に使われた呼称で、この戦車が使われた当時は、特別な呼び分けはなされていなかった。

7TP（単砲塔型）
7TPの主量産型。ボフォース37mm戦車砲を搭載、100輌余りが生産された。プロトタイプの砲塔はスウェーデンのボフォース社で砲に合わせて設計されたもので、同じくスウェーデン製のランズベルク装甲車、ランズベルクL60系軽戦車に使われた砲塔と似た形状を持つ。プロトタイプの砲塔は砲塔後面にハッチを持ち、上面はペリスコープのみでハッチはなかったが、量産型では砲塔後部にバスル、上面右側にハッチが設けられた。上面左側には単純な回転式のペリスコープ、上面右側（ハッチ上）にはグンドラフ式ペリスコープが装着されている。機関室後面は、初期生産型は双砲塔型同様点検ハッチのほぼ全面にわたるルーバーと低い位置に装着された排気マフラーを持っていたが、標準型ではルーバーはなくなりマフラーも高い位置に移されている。資料によっては、便宜的に「7TPjw」（jwはポーランド語のjednowieżowy＝単砲塔の略）と呼ばれる。

## 派生型
C7P
7TPをベースにした非装甲の重砲牽引車／車両回収車。約150両が生産された。初期の試作型であるC6Tはエンジンが車体前部に置かれ、起動輪が後部、誘導輪が前部という戦車型と逆のレイアウトだったが、C7Pでは戦車型と同じ配置に戻されている。重砲牽引車としては、主に220mm/wz.32瑠弾砲の牽引に用いられた。

9TP
7TPの改良型として、よりコンパクトなエンジンを搭載し装甲形状も見直したタイプが計画された。ザウラーCT1D（ポーランドにおけるライセンス生産名称、PZInż.155）ディーゼルエンジン、およびPZInż.725ガソリンエンジン搭載型の2種が、それぞれ国営技術工廠（PZInż）および装甲部隊技術調査室（BBT BP）で開発された。これらは一般に「9TP」の名称で知られるが、この名前は戦後になって便宜的に使われ始めたもので、開発時には単純に「強化型7TP」と呼ばれていた。1輌の7TP（車輌登録番号1766）にザウラーCT1Dを搭載しテストされた。1939年夏、PZInżにおいて2輌の試作車が作られ、さらに9月までに11輌が生産されたとする資料もあるが、実際には装甲形状を改めた「強化型7TP」が存在した証拠は確認できていない。

## 登場作品

### アニメ・漫画
『ガールズ&パンツァー』
ボンプル高校が使用する車輌として登場。双砲塔型、単砲塔型の両方が登場。

### ゲーム
『World of Tanks』
単砲塔型が、ポーランド軽戦車 7TP として開発可能。
『トータル・タンク・シミュレーター』
ポーランドの初期戦車(軽戦車)として7TP単砲塔型が改軽戦車として9TPが使用可能。